# Aethalochroa spinipes
Aethalochroa spinipes es una especie de insecto de la familia Toxoderidae.

## Distribución geográfica
Es  endémica de India y Pakistán.